# Sucholožskij rajon
Lo Sucholožskij rajon (in russo Сухоложский район?) è un distretto nell'oblast' di Sverdlovsk, in Russia. Il centro amministrativo è la città di Suchoj Log. 
Dal punto di vista della struttura amministrativo-territoriale della regione, i confini del distretto (rajon) coincidono con il distretto urbano di Suchoj Log (городской округ Сухой Лог, gorodskoj okrug Suchoj Log).